# Drapetes tripartitus
Drapetes tripartitus là một loài bọ cánh cứng trong họ Elateridae. Loài này được Bonvouloir miêu tả khoa học năm 1861.